# 塘橋駅
座標: 北緯31度12分43秒 東経121度30分50秒 / 北緯31.21194度 東経121.51389度
塘橋駅（とうきょう-えき）は中華人民共和国上海市浦東新区に位置する上海地下鉄4号線の駅である。
当駅は南浦大橋駅～塘橋駅間のトンネル内の陥没事故の影響で開業が遅れた駅の１つである。

## 駅構造
- 単式ホーム2面2線の地下駅。ホームドア設置駅。出口は4箇所ある。

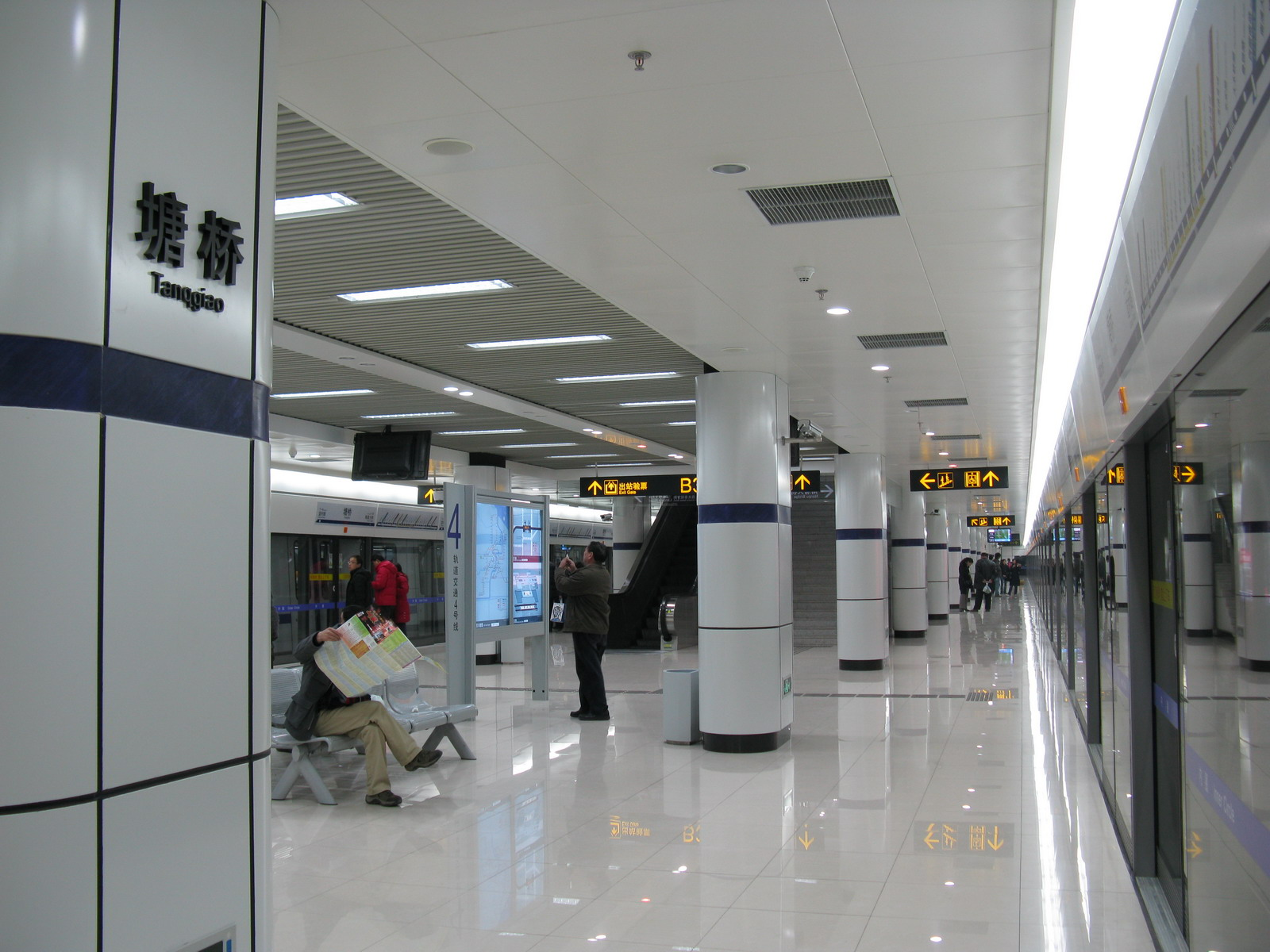
4号線ホーム

## 歴史
- 2007年12月29日 - 開業。

## 隣の駅
■上海地下鉄4号線
藍村路駅 - 塘橋駅 - 南浦大橋駅